# John Fiore
John Fiore (Somerville (Massachusetts)) is een Amerikaans acteur, filmproducent en scenarioschrijver.

## Carrière
Fiore begon in 1986 met acteren in de film One Crazy Summer. Hierna heeft hij nog meerdere rollen gespeeld in films en televisieseries zoals Law & Order (1990-1998), Meet the Parents (2000), The Sopranos (2000-2004), The Guiding Light (2003-2008), Brotherhood (2006-2008) en 13 (2010).
Fiore is ook actief als filmproducent en scenarioschrijver, in 2002 heeft hij de film Sopranos Unauthorized: Shooting Sites Uncovered geproduceerd en in 2005 heeft hij de film Johnny Slade's Greatest Hits Geproduceerd en geschreven.

## Filmografie

### Films
Uitgezonderd korte films.
- 2024 The Mick and the Trick - als Big Boss Man
- 2023 The Families Feud - als Angelo D'Angelo
- 2023 The Collective - als Terrance
- 2023 Brain Hunter: New Breed - als rechercheur James Slant
- 2021 CODA - als Tony Salgado
- 2019 Vault - als rechercheur Caretti
- 2017 Chappaquiddick - als chief Arena
- 2016 Patriots Day - als Michael Thomas
- 2016 Bleed for This - als casinomanager
- 2015 Anatomy of the Tide - als Lindell Parks
- 2014 Sweet Destiny - als ??
- 2010 The Mulberry Tree – als Michael Sr.
- 2010 13 - als gokker
- 2009 The Broken Hearts Club – als coach Greco
- 2008 What Doesn't Kill You – als engerd / moordslachtoffer
- 2008 Twelve – als detective Darby
- 2008 Isaac – als Isaac
- 2007 Black Irish – als Tommy Orsini
- 2007 Sides – als Joey Risso
- 2006 Cathedral Pines – als Chip Haynes
- 2006 Larry the Cable Guy: health Inspector – als chef Carmine
- 2005 Johnny Slade's Greatest Hits – als Johnny Slade
- 2004 Yony N' Tina's Wedding – als mr. Nunzio
- 2004 My Brother Jack – als Jack Valento
- 2003 Collinsville – als agent Fitzgibons
- 2002 Passionada – als nachtclub MC
- 2001 Acracadabra – als ??
- 2001 Lift – als Pearce
- 2000 Meet the Parents – als Kinky
- 2000 Tea Cakes or Cannoli – als Lorenzo
- 1999 Hit and Runaway – als Frank Anderro
- 1999 The Autumn Heart – als Bill Sullivan
- 1999 In Dreams – als politieagent
- 1998 Exiled – als detective Tony Profaci
- 1996 The Prosecutors – als detective Farrow
- 1994 Bleeding Hearts – als chauffeur
- 1994 Where Angels Dance – als ??
- 1992 Distant Justice – als Danny Largent
- 1988 Mystic Pizza – als Jake
- 1988 Lip Service – als verkoper
- 1986 One Crazy Summer – als crewlid

### Televisieseries
Uitgezonderd eenmalige gastrollen.
- 2016 Vengeance - als agent Joseph Bella - 6 afl.
- 2014 Last Week Tonight with John Oliver - als rechercheur Tony Profaci - 2 afl.
- 2011 - 2013 Person of Interest - als kapitein Womack - 4 afl.
- 2006 – 2008 Brotherhood – als Pphonse Nozzoli – 14 afl.
- 2003 – 2008 The Guiding Light – als Vinnie Salerno – 39 afl.
- 2007 The Benvenuti Family – als Dante Benvenuti - ? afl.
- 2000 – 2004 The Sopranos – als Gigi Cestone – 13 afl.
- 1990 – 1998 Law & Order – als rechercheur Tony Profaci – 53 afl.
- 1995 – 1996 New York Undercover – als Jake McNamara – 2 afl.
- 1993 – 1994 NYPD Blue – als Albert – 3 afl.
- 1990 – 1991 Against the Law – als Wakefield – 2 afl.
- 1985 – 1986 Spenser: For Hire – als Almieda / bodyguard – 2 afl.